# Pentalenolakton F sintaza
Pentalenolakton F sintaza (EC 1.14.11.36, PEND (gen), PNTD (gen), PTLD (gen)) je enzim sa sistematskim imenom pentalenolakton-D,2-oksoglutarat:kiseonik oksidoreduktaza. Ovaj enzim katalizuje sledeću hemijsku reakciju
pentalenolakton D + 2 2-oksoglutarat + 2 O2 {\displaystyle \rightleftharpoons } pentalenolakton F + 2 sukcinat + 2 2 +2O (sveukupna reakcija)
(1a) pentalenolaktan D + 2-oksoglutarat + O2 {\displaystyle \rightleftharpoons } pentalenolaktan E + sukcinat + 2 +2O
(1b) pentalenolaktan E + 2-oksoglutarat + O2 {\displaystyle \rightleftharpoons } pentalenolaktan F + sukcinat + 2
Za dejstvo ovog enzima su neophodni Fe(II) i askorbat. On je izolovan iz bakterija Streptomyces exfoliatus, Streptomyces arenae i Streptomyces avermitilis. Ovaj enzim učestvuje u biosintezi pentalenolaktona.

## Literatura
- Nicholas C. Price; Lewis Stevens (1999). Fundamentals of Enzymology: The Cell and Molecular Biology of Catalytic Proteins (Third изд.). USA: Oxford University Press. ISBN 019850229X.
- Eric J. Toone (2006). Advances in Enzymology and Related Areas of Molecular Biology, Protein Evolution (Volume 75 изд.). Wiley-Interscience. ISBN 0471205036.
- Branden C; Tooze J. Introduction to Protein Structure. New York, NY: Garland Publishing. ISBN 0-8153-2305-0.
- Irwin H. Segel. Enzyme Kinetics: Behavior and Analysis of Rapid Equilibrium and Steady-State Enzyme Systems (Book 44 изд.). Wiley Classics Library. ISBN 0471303097.

## Spoljašnje veze
- Pentalenolactone+F+synthase на 